# Réseau d'influence
Un réseau d'influence est l'ensemble des contacts qu'une entreprise ou un individu a la possibilité de solliciter afin d'obtenir, directement ou indirectement, officiellement ou officieusement, l'aide nécessaire à la réussite de sa démarche. L'appartenance à certaines organisations crée un certain réseau d'influence.
Il ne faut pas le confondre avec un groupe d'influence, une organisation dont le but est d'influencer les décisions politiques, comme les lobbys ou les think tank.

## Exemples
- Les grands corps de l’État (ENA, Polytechnique...)[2]
- Les clubs ou cercles de réflexion
- Les sociétés secrètes
- Les fraternités
- Les loges maçonniques
- Les fraternités étudiantes
- Les syndicats
- Le Néocolonialisme (Françafrique)